# Platysosibia
Platysosibia är ett släkte av insekter. Platysosibia ingår i familjen Diapheromeridae.
Kladogram enligt Catalogue of Life:
| Platysosibia | \| \| Platysosibia refractaria \| \| \| \| \| \| Platysosibia soluta \| \| \| \| |
|              | \| \| Platysosibia refractaria \| \| \| \| \| \| Platysosibia soluta \| \| \| \| |
|              | Platysosibia refractaria                                                         |
|              |                                                                                  |
|              | Platysosibia soluta                                                              |
|              |                                                                                  |